# Anomiopus lunatipes
Anomiopus lunatipes är en skalbaggsart som beskrevs av Canhedo 2004. Anomiopus lunatipes ingår i släktet Anomiopus och familjen bladhorningar. Inga underarter finns listade i Catalogue of Life.